# Jeremy O. Harris

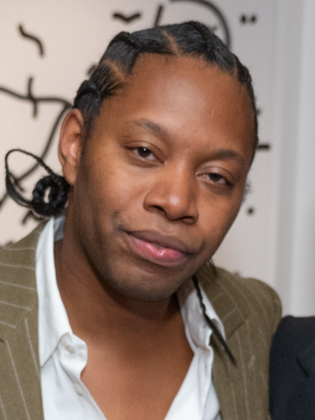
Jeremy O. Harris (2024).

Jeremy O. Harris (* 2. Juni 1989) ist ein US-amerikanischer Schauspieler, Dramatiker und Philanthrop. Mit seiner Arbeit hat er sowohl auf der Bühne als auch in Film und Fernsehen Erfolg.

## Leben
Jeremy O. Harris, Sohn einer Friseurin, stammt aus Martinsville einer kleinen Stadt mit 13.000 Einwohnern im Südwesten Virginias. Harris war das einzige schwarze Kind an seiner High School und lernte über sich selbst und seine Sexualität, indem er Menschen beobachtete, die sich sehr von ihm unterschieden. In einem kontrovers diskutierten Vice-Artikel Decolonizing My Desire (2016) beschrieb Harris später, wie seine Anziehung zu weißen Männern sein Selbstbild und seine kulturelle Identität geprägt hat. Während seiner Jugend an einer mehrheitlich weißen Privatschule lernte er, sich selbst durch die Linse der weißen Kultur zu sehen und stellte später fest, dass diese Perspektive sein Verhältnis zu seinem eigenen Körper und seiner schwarzen Identität veränderte. Nach Jahren des Versuches, die Anerkennung weißer Männer zu gewinnen, begann Harris schließlich damit, seine Sehnsüchte durch das Schreiben zu „entkolonisieren“, um eine stärkere Verbindung zu seiner schwarzen Identität herzustellen und sich von den kulturellen Erwartungen der weißen Gesellschaft zu lösen. Jeremy O. Harris ist Absolvent der Yale School of Drama.

## Wirken
Jeremy O. Harris debütierte mit seinem Stück Slave Play im Jahr 2019 am Broadway und erzielte damit große Erfolge. Das Stück fordert das Publikum heraus, indem es Rassismus, Sklaverei, und Sexualität auf eine Weise kombiniert, die sowohl unterhaltsam als auch beunruhigend ist, und wirft Fragen über die moderne US-amerikanische Gesellschaft und die Wurzeln ihrer Probleme auf. Harris schrieb das Stück noch als Student der Yale Drama School und war zur Zeit der Premiere erst dreißig Jahre alt. Der Regisseur Robert O’Hara war sein ehemaliger Professor in Yale und selbst ein Theaterautor.
Weitere Werke von Harris beinhalten Daddy (2019), ein Stück über einen jungen schwarzen Künstler, der eine Beziehung mit einem älteren, wohlhabenden Sammler eingeht. Hierin spielte Tommy Dorfman erstmals eine Theaterrolle. Harris schrieb zudem das Drehbuch zum Film Zola (2021) gemeinsam mit Regisseurin Janicza Bravo und war Koproduzent der zweiten Staffel der HBO-Serie Euphoria. Er hatte einen Gastauftritt als Modedesigner in der zweiten Staffel der Netflix-Serie Emily in Paris. Im Roadmovie The Sweet East (2023) von Sean Price Williams spielte Harris die Rolle des Matthew.
Harris hat die Vision, das US-amerikanische Theater diverser, inklusiver und gesellschaftlich relevanter zu machen. Insbesondere versucht er, es aus einer elitären, weißen Ecke zu holen, und setzt sich dafür ein, dass Theater erschwinglicher und für ein breiteres Publikum zugänglich zu machen. Er schloss mit HBO einen Deal über einen jährlichen Produktionsetat für experimentelle Theaterproduktionen ab. Er rief ein einmonatiges Autorenstipendium namens Substratum in der Toskana für die Finalisten des Yale Drama Series Prize 2023 ins Leben. Es bietet den Autoren Zeit zum Schreiben und Reflektieren in einem mittelalterlichen Dorf. Bei den Sundance Film Festival 2023 war Harris Jurymitglied im Bereich „U.S. Drama“.

## Auszeichnungen
Bei den Tony Awards 2021 wurde Harris für sein Stück Slave Play in der Kategorie „Bestes Theaterstück“ nominiert. Sowohl bei den NAACP Image Awards 2022 und den Independent Spirit Awards 2022 wurden Harris und Janicza Bravo in der Kategorie „Bestes Drehbuch“ für ihren Film Zola nominiert. Er war 2023 Finalist für den 2023 Yale Drama Series Prize. Harris ist Preisträger des Lorraine Hansberry Playwriting Award und des Paula Vogel Playwriting Award.